# Croix de cimetière de Saint-Germain-de-la-Rivière
La croix de cimetière de Saint-Germain-de-la-Rivière, du XVIe siècle, est située au sud de l'entrée ouest de l'église saint-Germain-et-saint-Loup de Saint-Germain-de-la-Rivière dans la Gironde.

## Historique
La croix, date du XVIe siècle et fait l’objet d’un classement au titre des monuments historiques depuis le 9 septembre 1905  .

## Description
La croix repose sur un soubassement formé de trois assises surmontées d'un socle cubique, d'un hauteur totale, sans les marches, de 4,30 m; croix 0,90 m; niches 0,50 m; colonne 3,30 m; base 1 m. Le fût rond, flanqué de quatre pilastres carrés avec bases et clochetons. Au milieu du fût s'avancent, entre les pilastres, quatre statuettes situées à la même hauteur et traitées en bas-relief dans une niche recouverte d'une accolade ornée de choux frisés.
Les statuettes: 
- sainte Catherine, avec un livre dans la main droite, la main gauche repose sur un glaive et à côté d'elle une roue;
- saint Germain patron de la paroisse, en costume d'évêque;
- sainte Marie-Madeleine tenant le vase à parfum;
- saint-Louis, roi de France, un des patrons de la paroisse, couronné et tenant à la main un sceptre.

Le fût est surmonté dans sa partie supérieure d'une calotte en forme de cloche; il est ceinturé par une frise représentant les évangélistes: l'ange de Mathieu; le lion de Marc; le bœuf de Luc; l'aigle de Jean.
La croix est d'origine. Ses bras et la partie supérieure ont l'extrémité garnie de fleurons. Des arcs trilobés ou redentés garnissent les angles formés par les branches.
Sous les bras de la croix, debout sur des consoles figurent des petits personnages se détachant de la partie du fût. Du côté du couchant, sous le crucifix la Sainte-Vierge et saint-Jean; du côté opposé, saint-Michel terrassant le dragon. Ce dernier est une métaphore du démon dans l'iconographie chrétien.
Cette croix, d'un art populaire, fait partie d'une série de croix du XVIe siècle qui furent réalisées plutôt par des maçons que par des réels sculpteurs. Il y a des croix semblables à :  
- Bonzac ;
- Croix du cimetière Saint-Projet à Bordeaux ;
- Mauriac ;
- Nérigean ;
- Saint-Martial ;
- Saint-Sulpice-et-Cameyrac.

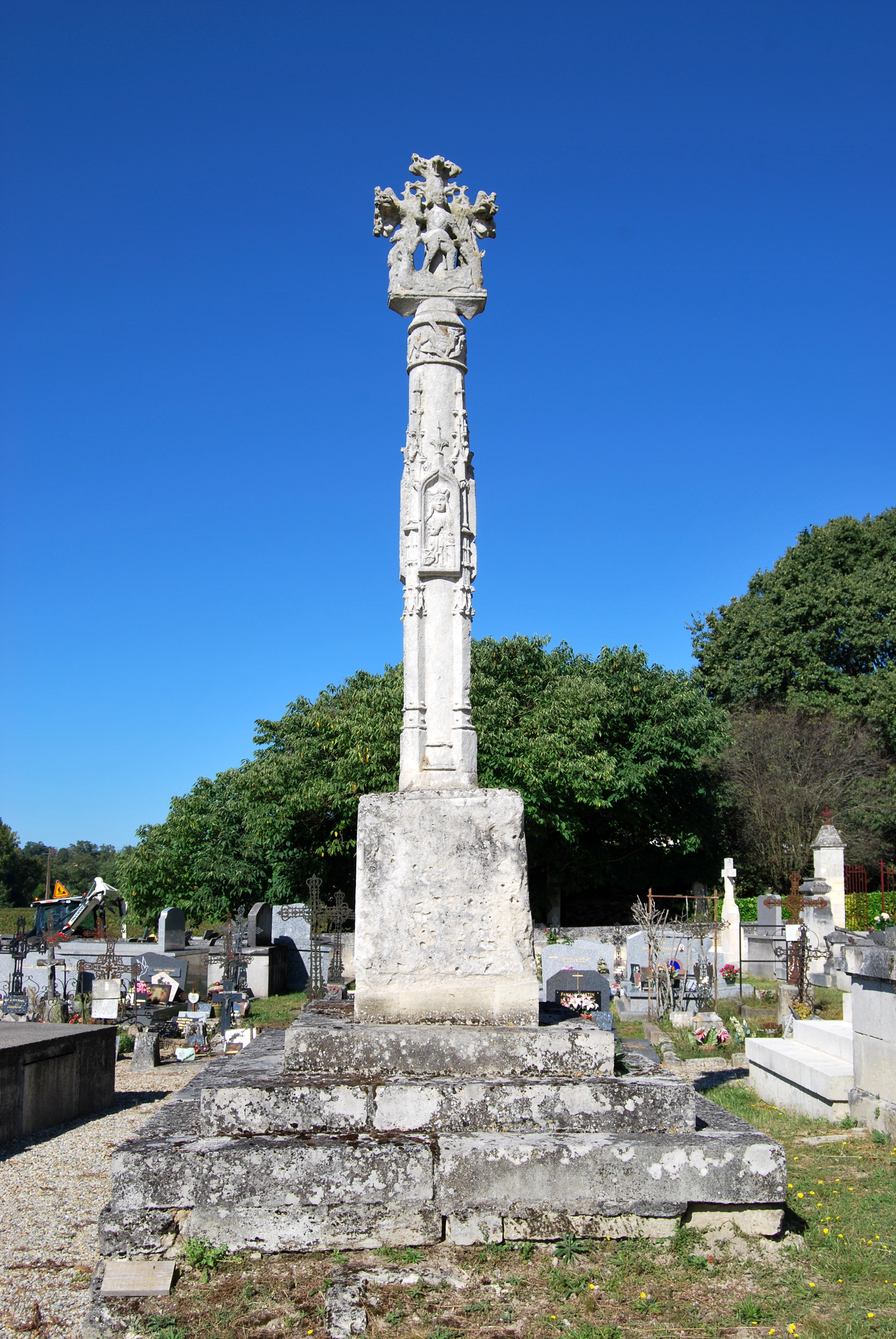
La croix face est
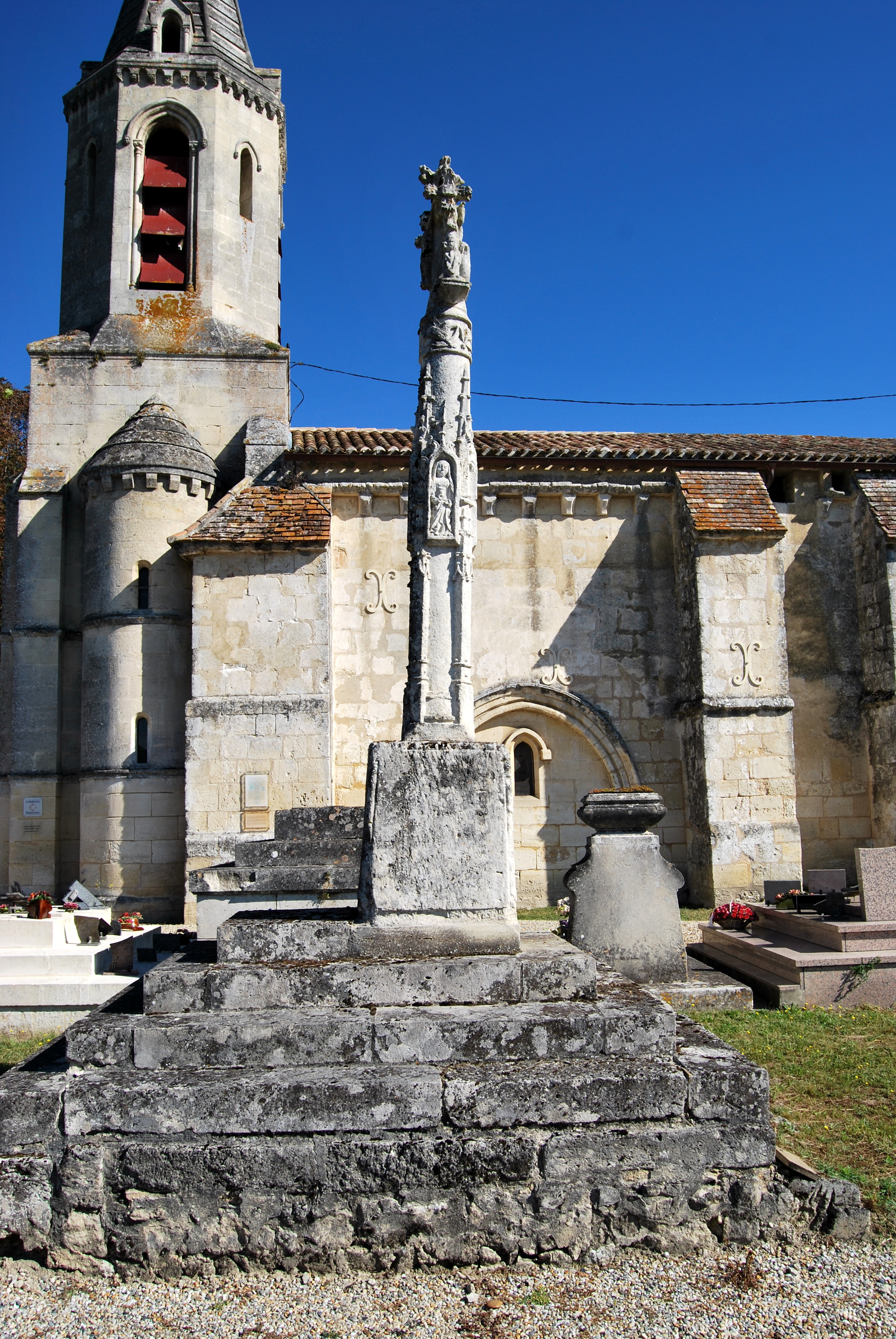
La croix face sud
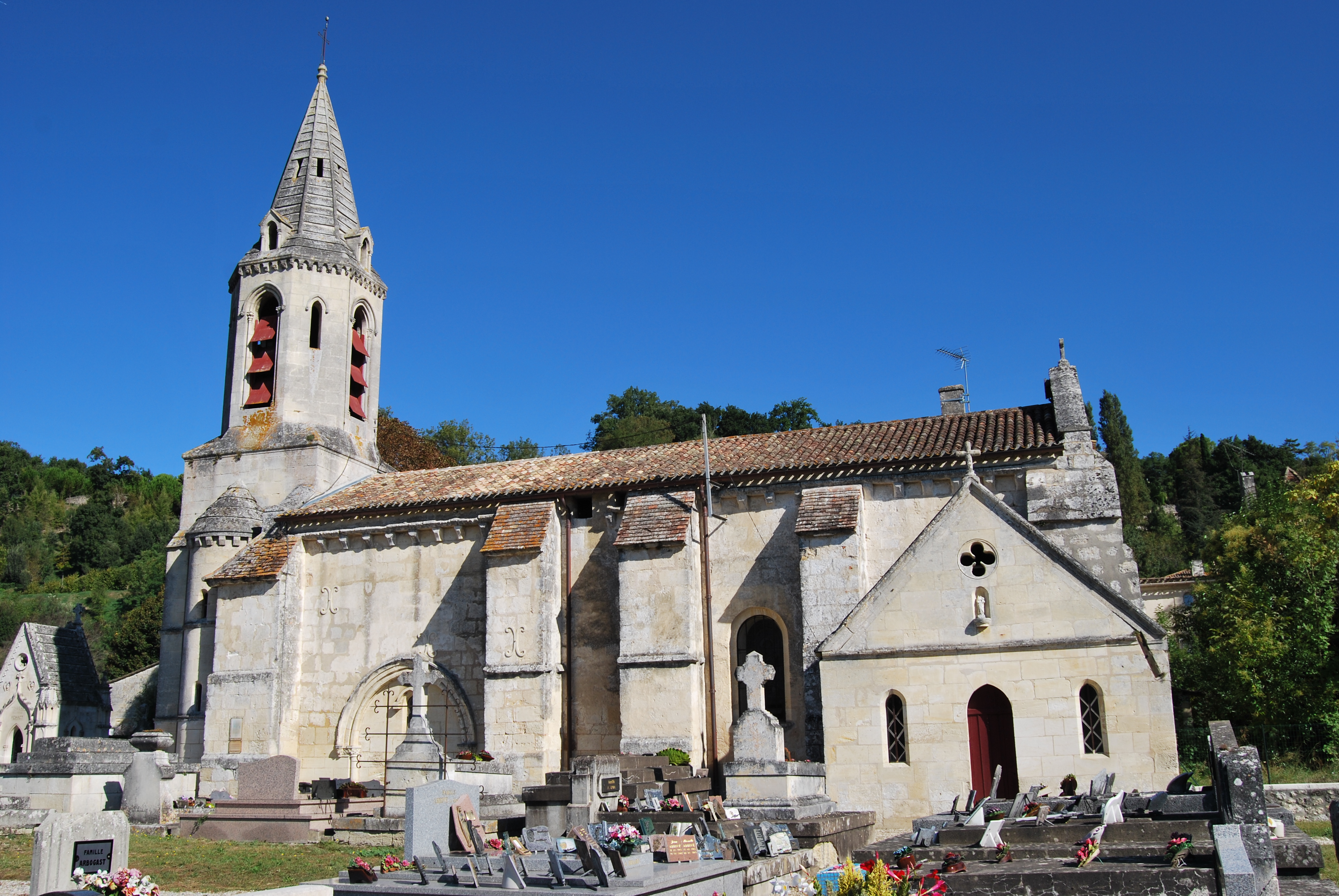
L'église St-Germain-et-St-Loup et la croix
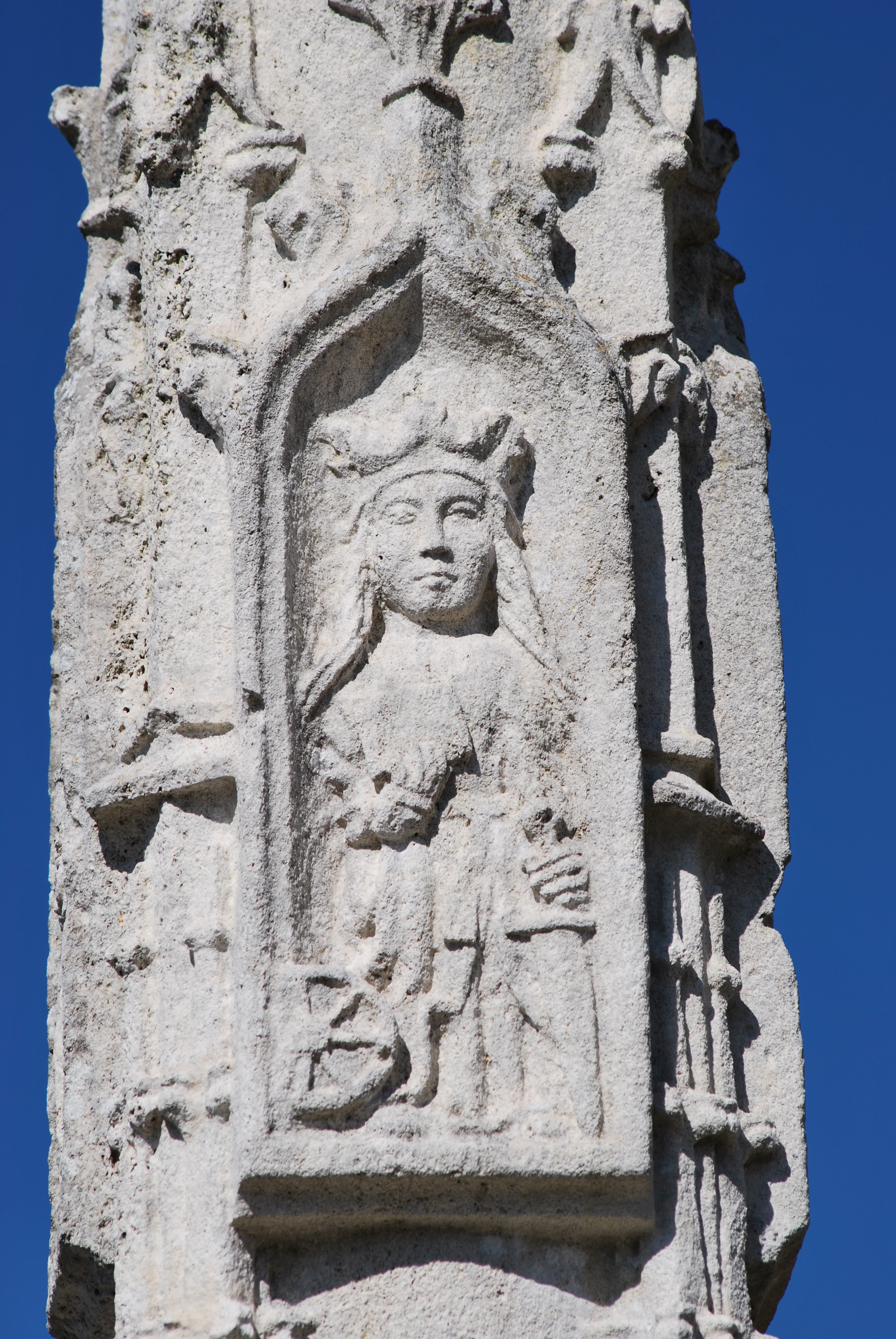
ste Catherine
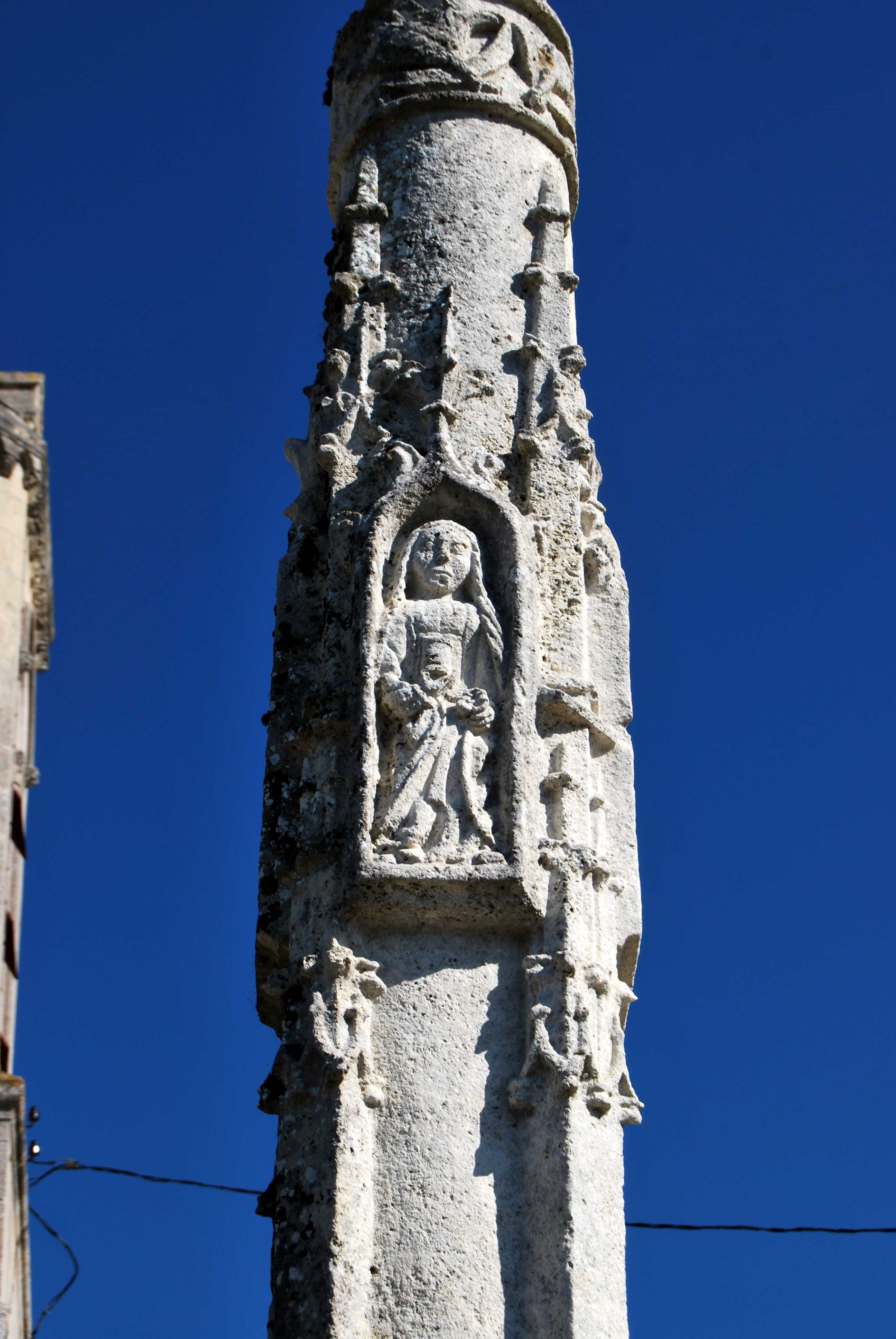
ste Marie-Madeleine
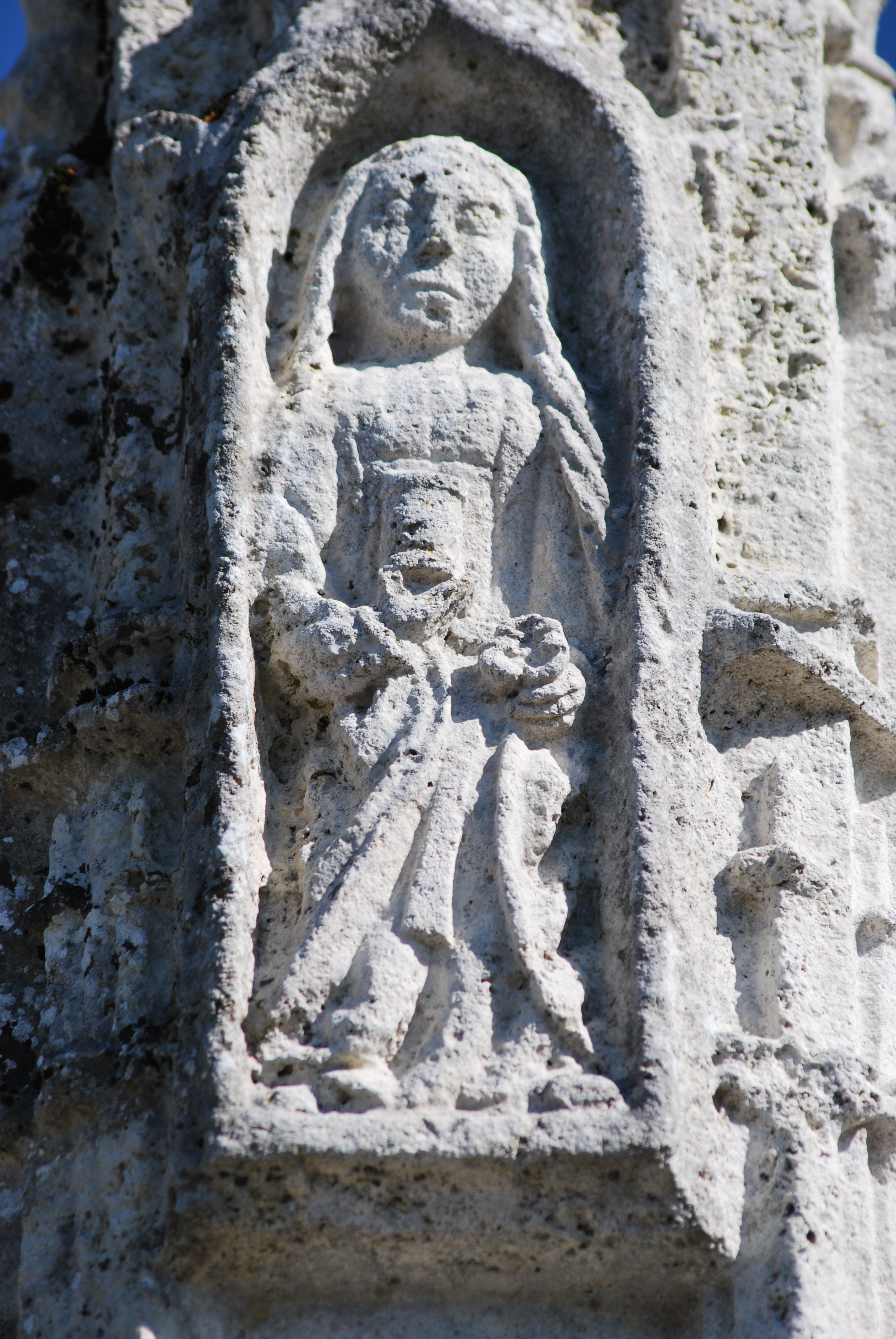
ste Marie-Madeleine
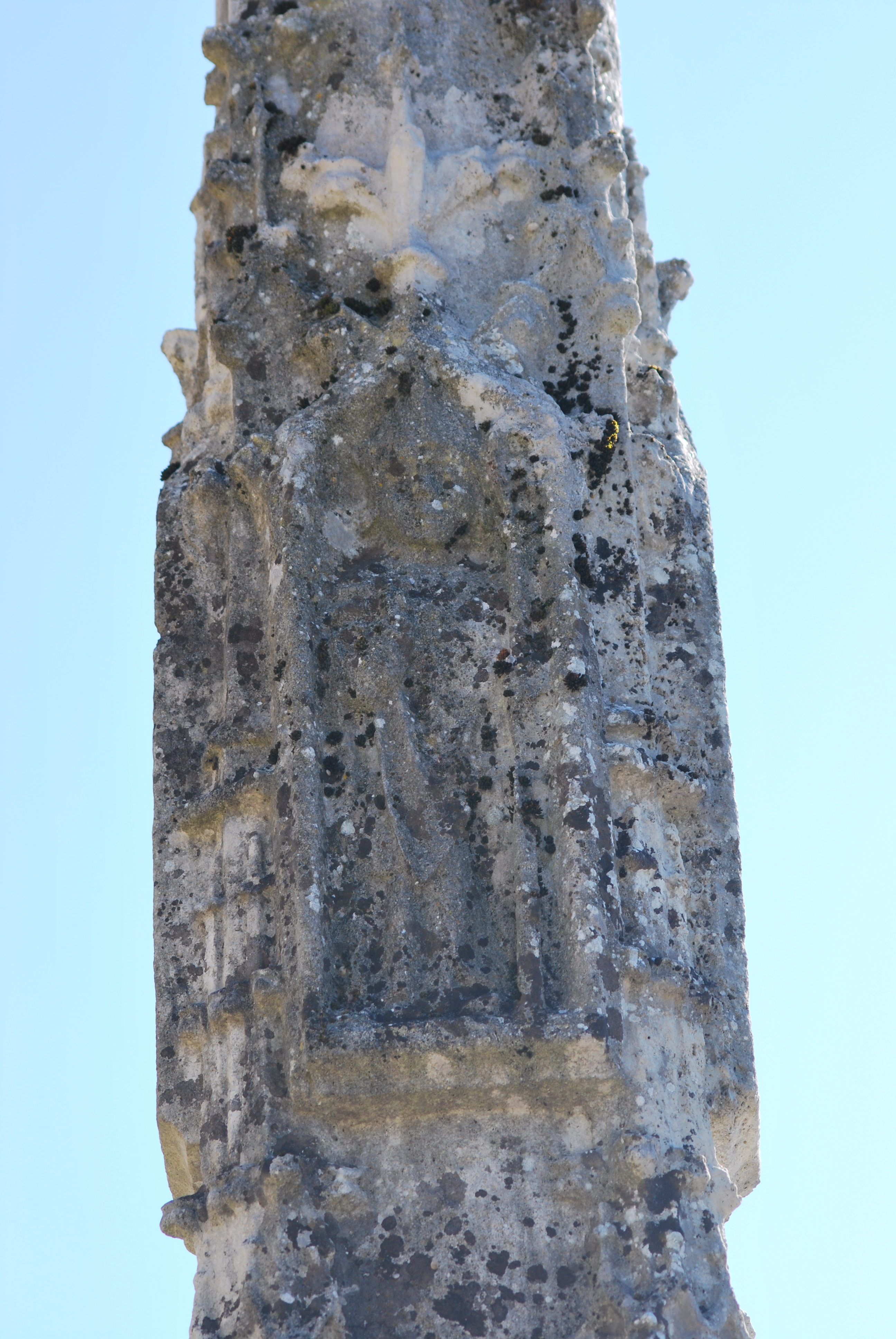
St Germain
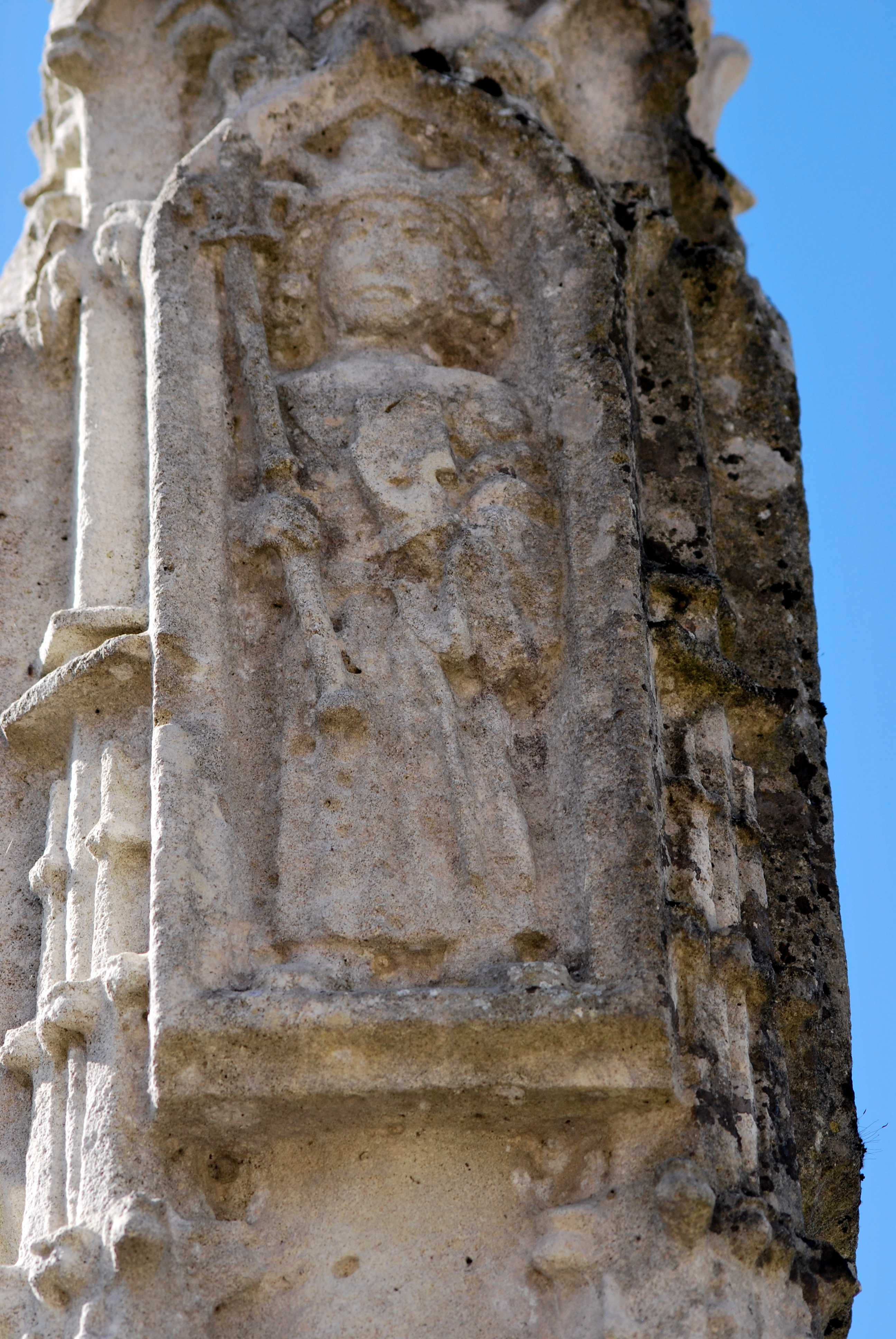
St Louis
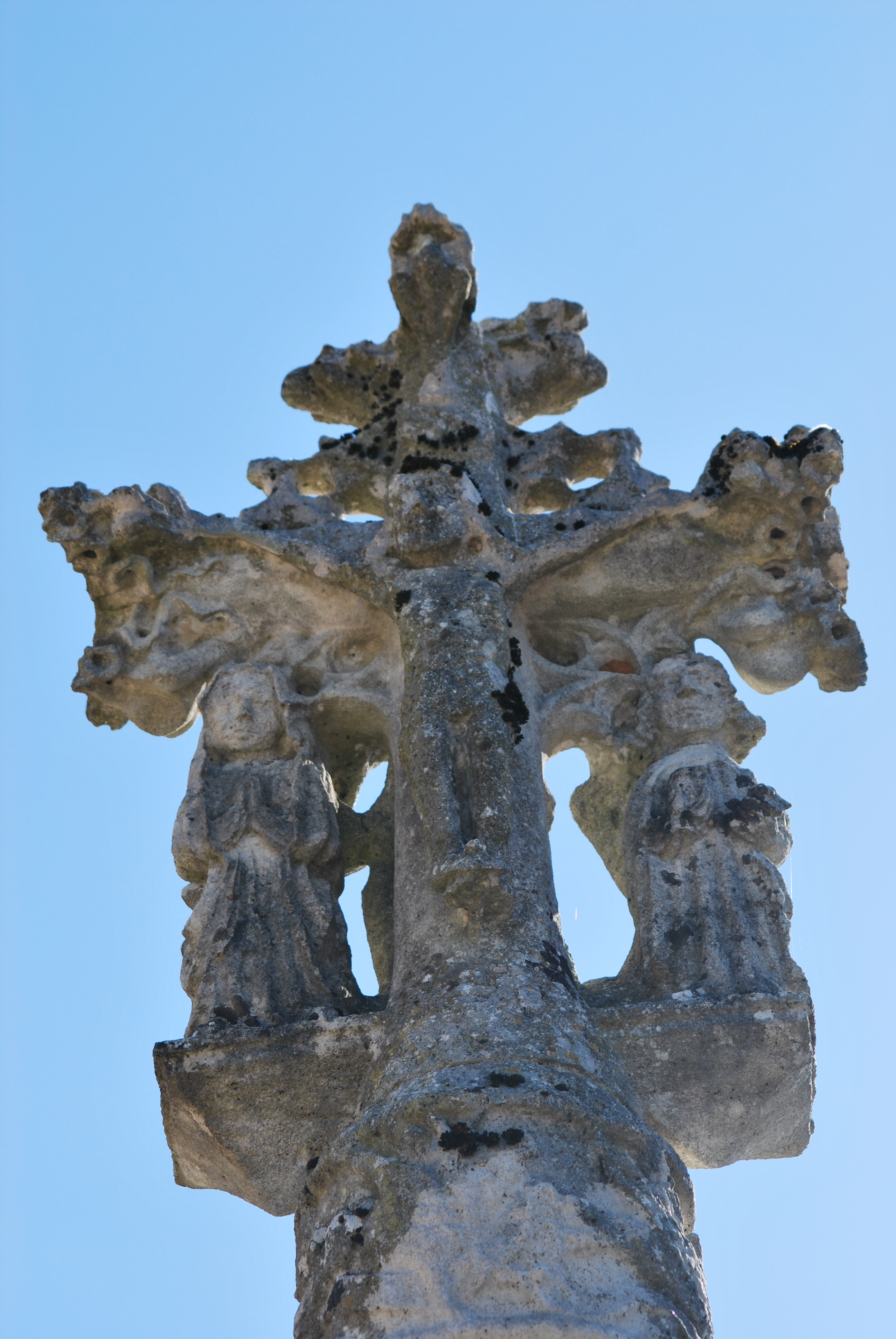
La Vierge, St Jean et crucifix
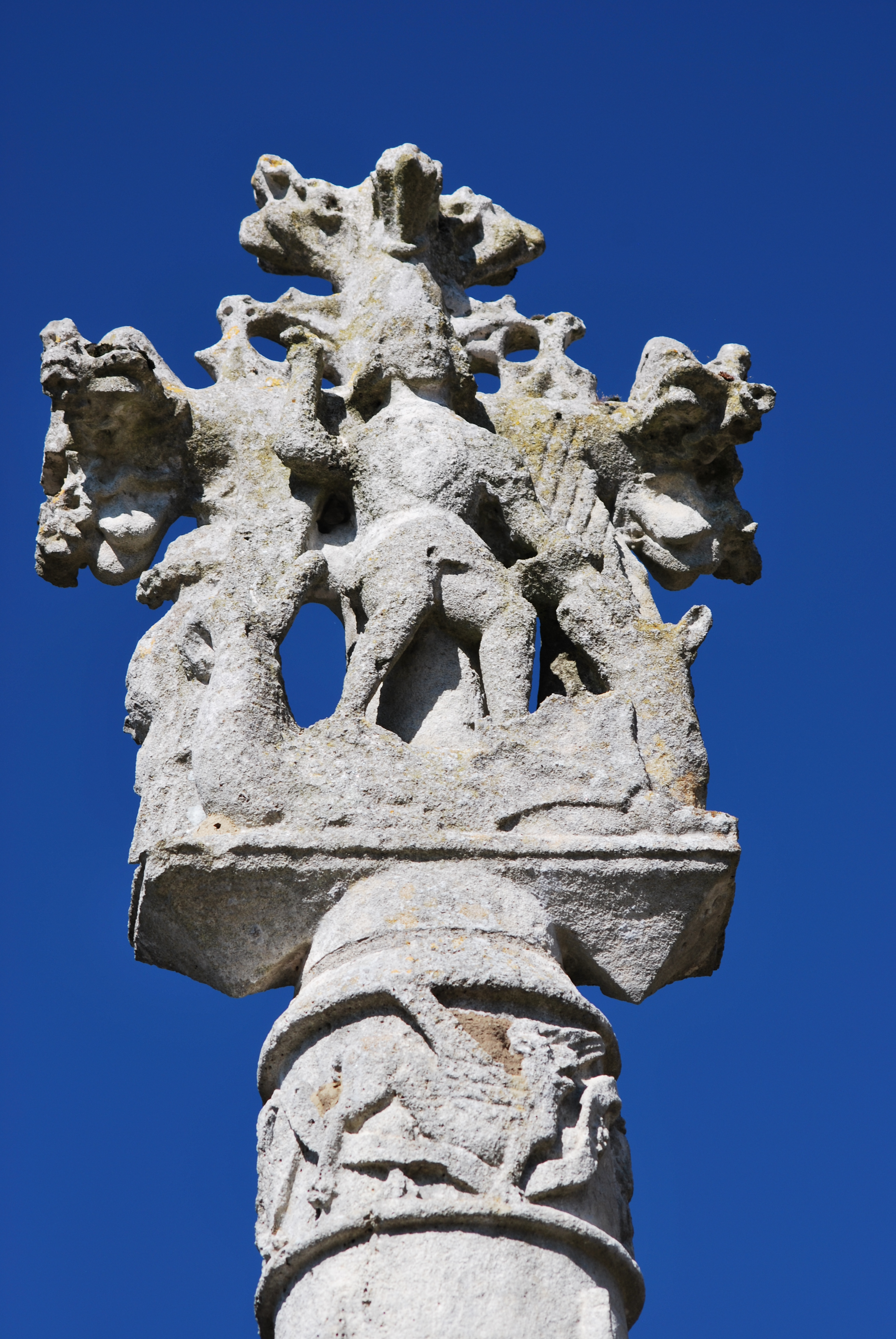
st Michel
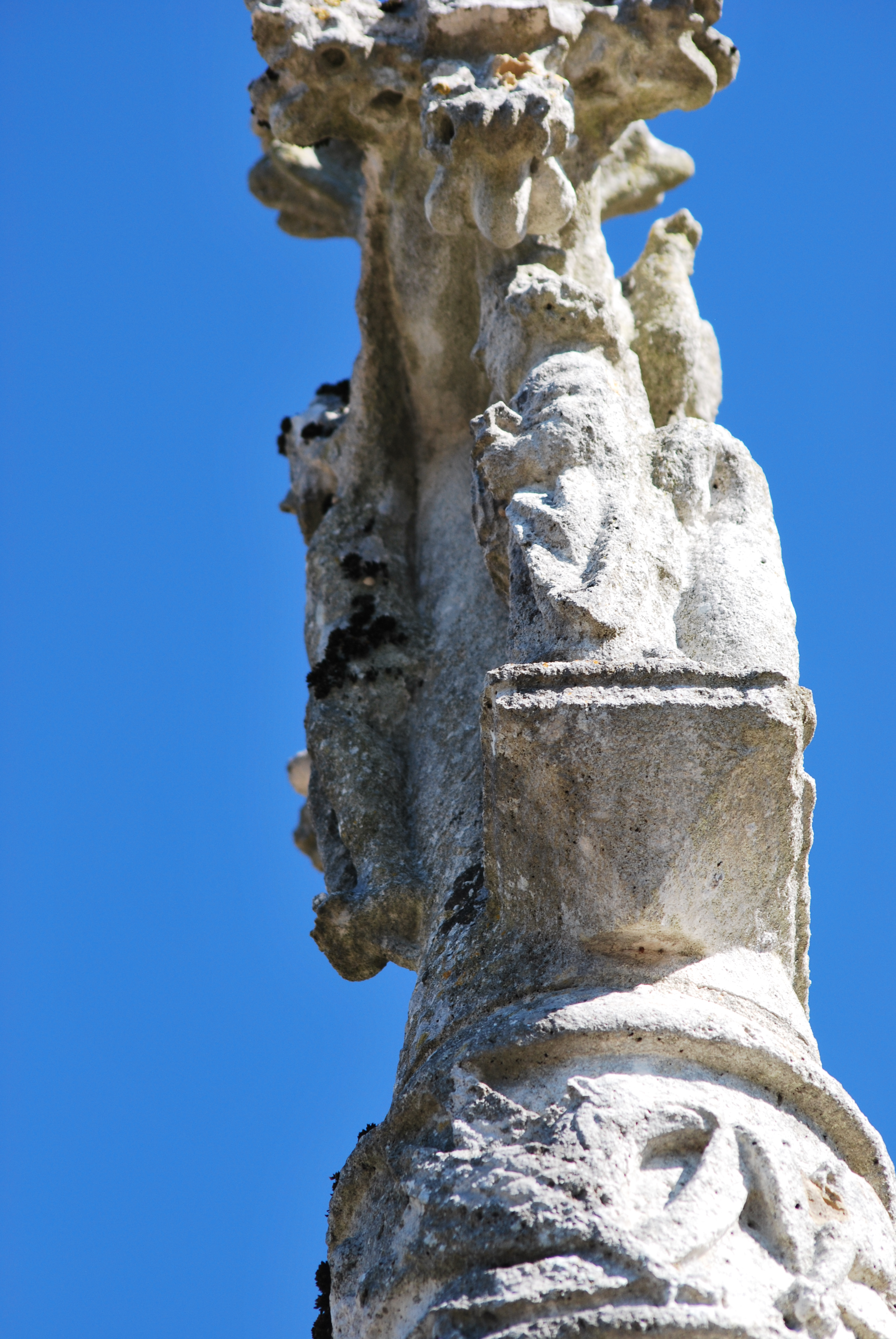
Frise des évangiles